# Coffs Harbour International Stadium
O Coffs Harbour International Stadium, anteriormente conhecido como BCU International Stadium  é um estádio de futebol localizado na cidade de Coffs Harbour, cidade costal da Nova Gales do Sul, na Austrália.
O estádio foi construído em 1994 e possui capacidade para 20.000 espectadores de pé, embora a capacidade para sentados seja de apenas 1.000. O recorde de público em um evento futebolístico foi de 12.000 pagantes.
O estádio é reconhecido internacionalmente por sediar a partida com a maior vitória internacional e recorde mundial, onde a seleção australiana venceu a da Samoa Americana pelo placar de 31-0.